# المؤسسة العامة للصناعات العسكرية
المؤسسة العامة للصناعات العسكرية تعتبر المصانع العسكرية الوحيدة في المملكة العربية السعودية وتقع في محافظة الخرج بمنطقة الرياض بوسط المملكة العربية السعودية.

## نبذة تاريخية عن المؤسسة
صدر أمر الملك عبد العزيز بن عبد الرحمن آل سعود بإنشاء المصانع الحربية عام 1368هـ الموافق 1949م. وقد جرى في الثامن من سبتمبر 1950 م توقيع اتفاقيتين تنصان على التفاصيل الخاصة بتزويد المصانع بالأجهزة والمُعدات والآلات اللازمة للعمل وكان الهدف من إنشاء ذلك الصرح الصناعي الهام تحقيق الاكتفاء الذاتي للقوات المُسلحة السعودية والقطاعات العسكرية الأخرى، وتأمين حصولها على الذخائر والأسلحة والاحتياجات العسكرية الضرورية، بالإضافة إلى دعم وتشجيع المساعي الرامية إلى توظيف الأيادي العاملة الوطنية السعودية، مع تَبنّي أحدث التقنيات والنظم الصناعية المُتاحة.
وفي عام 1370 هـ تم وضع حجر الأساس لإنشاء مصنع الأسلحة ثم تم افتتاحه على يد الملك سعود بن عبد العزيز آل سعود في عام 1373 هـ. وقد شهدت تلك الفترة بذل جهودٍ حثيثة من أجل اكتساب الخبرات والتقنيات اللازمة من جهة، ولتدريب منسوبي المصانع التدريب الأمثل لضمان نجاح سير عمليات الإنتاج من جهة أخرى.
وتوالى بعد ذلك افتتاح مصانع ومرافق أخرى ودخول منتجـات جديدة في خطـوط الإنتـاج من الذخائر والأسلحـة والقنابـل. وصدر المرسوم الملكي رقم م/5 وتاريخ 20 /3/ 1406هـ‍‍ بالموافقة على نظام المؤسسة العامة للصناعات الحربية.

## المنتجات
- الاسلحة

-H&K G3 rifle
-H&K G36 rifle (v basic, c compact, K short ) Variants
-H&K MP5 SMG
- Ak 103 rifle ‏ 
- المدرعات

- AlShibl 
- Aldahna 
- Tuwaiq 
- الشاحنات

- Tatra truck T810
- Tatra truck T815-7
- Tatra truck T158
- الذخيرة

- 5.56x45 mm
- 7.62x51 mm
- 9×19 ملي
- 12.7 mm ‏
- 20 mm ‏
(M55 training, M56 HE, M53 Armor Penetration)
- 25 mm ‏
(M791 HE, M792 penetration, M793 training)
- 30 mm (Apache Ammunition)
(M789 HE, M788 training )
- 81 mm Mortars shells
- 105 mm Artillery shells
- 155 mm Artillery shells
- General-purpose bombs MK 81، MK 82، MK 83، MK 84

## مجلس إدارة المؤسسة العامة للصناعات العسكرية
يرأس الأمير محمد بن سلمان بن عبد العزيز آل سعود (وزير الدفاع حالياً) مجلس إدارة المؤسسة العامة للصناعات العسكرية ويضم المجلس في عضويته كل من:
- نائب وزير الدفاع
- وزير المالية
- وزير التجارة والصناعة
- رئيس مدينة الملك عبد العزيز للعلوم والتقنية
- رئيس هيئة الأركان العامة
- رئيس المؤسسـة العامة للصناعات العسكرية
- ثلاثة أعضاء يتم ترشيحهم من القطاع الخاص[1]

## الأسس الاستراتيجية
الأساس الأول: استقطاب الموارد البشرية الوطنية وتطويرها والإبقاء عليها
الأساس الثاني: المحافظة على المصانع والمنشآت والبنى التحتية وتطويرها
الأساس الثالث: تلبية الاحتياجات بالتطوير والتصنيع والتجميع والتوريد
الأساس الرابع: تحقيق التكامل بين المؤسسة والقطاعات العسكرية والجهات الحكومية
الأساس الخامس: التعاون مع القطاع الخاص المحلي والخارجي وخاصة في مجال التصنيع المشترك
الأساس السادس: دعم البحث العلمي والابتكار الصناعي واستخدام التقنية الصناعية وتقنيـة المعلومات

## الأهداف
• بناء قاعدة صناعية عسكرية في المملكة تكفل إقامة وإنماء وتطوير الصناعات العسكرية بما يواكب تطور القوات المسلحة.
• استقطاب وإعداد الخبرات الفنية والإدارية المحلية اللازمة لتطوير هذه الصناعات.
• وضع الخطط العلمية والعملية لتوجيه الموارد والطاقات البشرية في المملكة في ميدان الصناعات العسكرية.
• تلبية متطلبات القوات المسلحة واحتياجاتها بجانب القطاعات العسكرية الأخرى.
• إجراء البحوث والدراسات في المجالات ذات الصلة بالتعاون مع الجامعات ومراكز البحوث والخبرات السعودية والعالمية.
• نقل التقنية وإنشاء مراكز البحوث لزيادة فاعلية السلاح، والمنتجات الأخرى.

## الموارد البشرية في المؤسسة
المؤسسة العامة للصناعات العسكرية هي مؤسسة عامة تتمتع بشخصية اعتبارية مستقلة ماليا وإداريا. وتقوم بتطبيق نظام الخدمة المدنية ونظام خدمة الضباط والأفراد ونظام العمل على منسوبيها.
تلتزم المؤسسة بتوفير بيئة عملٍ من الطراز الأول لمنسوبيها وتلتزم بإتاحة أجواء مثالية تُحفز على العطاء والإنتاج، بجانب مجموعة متميزة من الخدمات المساندة مثل توفير خدمات الرعاية والتأمين الصحي والبرامج التدريبية والتأهيلية المستديمة.
كما توفر المؤسسة المرافق السكنية لمنسوبيها، حيث شهد 1407/8/28 هـ افتتاح مشروع إسكان منسوبي المؤسسة والذي تم بموجبه توفير نحو 1,200 وحدة سكنية مُجهزة بكافة المرافق والخدمات، مثل المباني المدرسية والأسواق والخدمات الصحية والترفيهية للساكنين.
تهتم المؤسسة بدعم منسوبيها مهنياً وعملياً وتدريبياً ومهارياً، وتوفر لهم كافة الإمكانات والسبل التي تتيح لهم ذلك لكي تضمن استفادتهم من الفرص والامتيازات والإمكانيات المتاحة.
- عدد ساعات العمل بالمؤسسة 8 ساعات يوميا من الساعة السابعة صباحا إلى الساعة الثالثة بعد الظهر.
- جميع العاملين بالمؤسسة تشملهم الرعاية الصحية بمستشفيات القوات المسلحة.
- يمنح العاملون بالمؤسسة 25% من الراتب الأساس كبدل طبيعة عمل.[1]

## وصلات خارجية
- الموقع الرسمي للمؤسسة العامة للصناعات الحربية